# Tampa Museum of Art

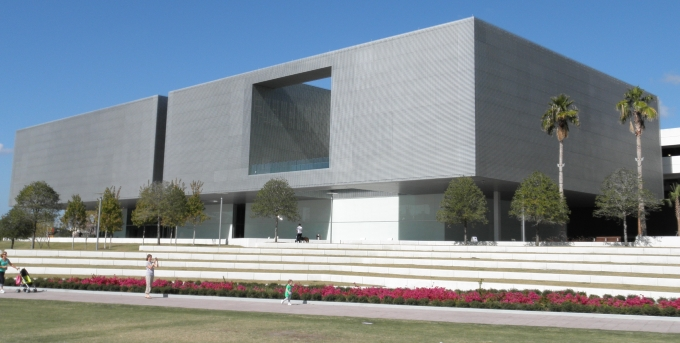
Tampa Museum of Art

Das Tampa Museum of Art ist ein 1920 gegründetes Kunstmuseum in Tampa, Florida. Es zählt zu den wichtigsten Kultureinrichtungen der Region und bietet eine umfangreiche Sammlung antiker und moderner Kunstwerke. Das Museum befindet sich im Curtis Hixon Waterfront Park in Downtown Tampa.

## Geschichte
Das Museum wurde 1920 als Tampa Museum of Fine Arts (MFA) gegründet. Im Jahr 1923 wurde das Tampa Art Institute gegründet, indem die Ausstellungsgalerien des MFA mit den Atelierprogrammen des Student Arts Club zusammengelegt wurden. Das Institut bot sowohl Ausstellungen als auch künstlerische Ausbildungsprogramme an und existierte bis 1967, als es als Tampa Bay Art Center auf dem Campus der University of Tampa reorganisiert wurde. Parallel dazu existierte das 1958 gegründete Tampa Junior Museum. 1986 wurde es in Tampa Museum of Art umbenannt. Im Jahr 2020 feiert das Museum sein 100-jähriges Bestehen mit der Ausstellung: The Making of a Museum: 100 Years, 100 Works.   

## Architektur

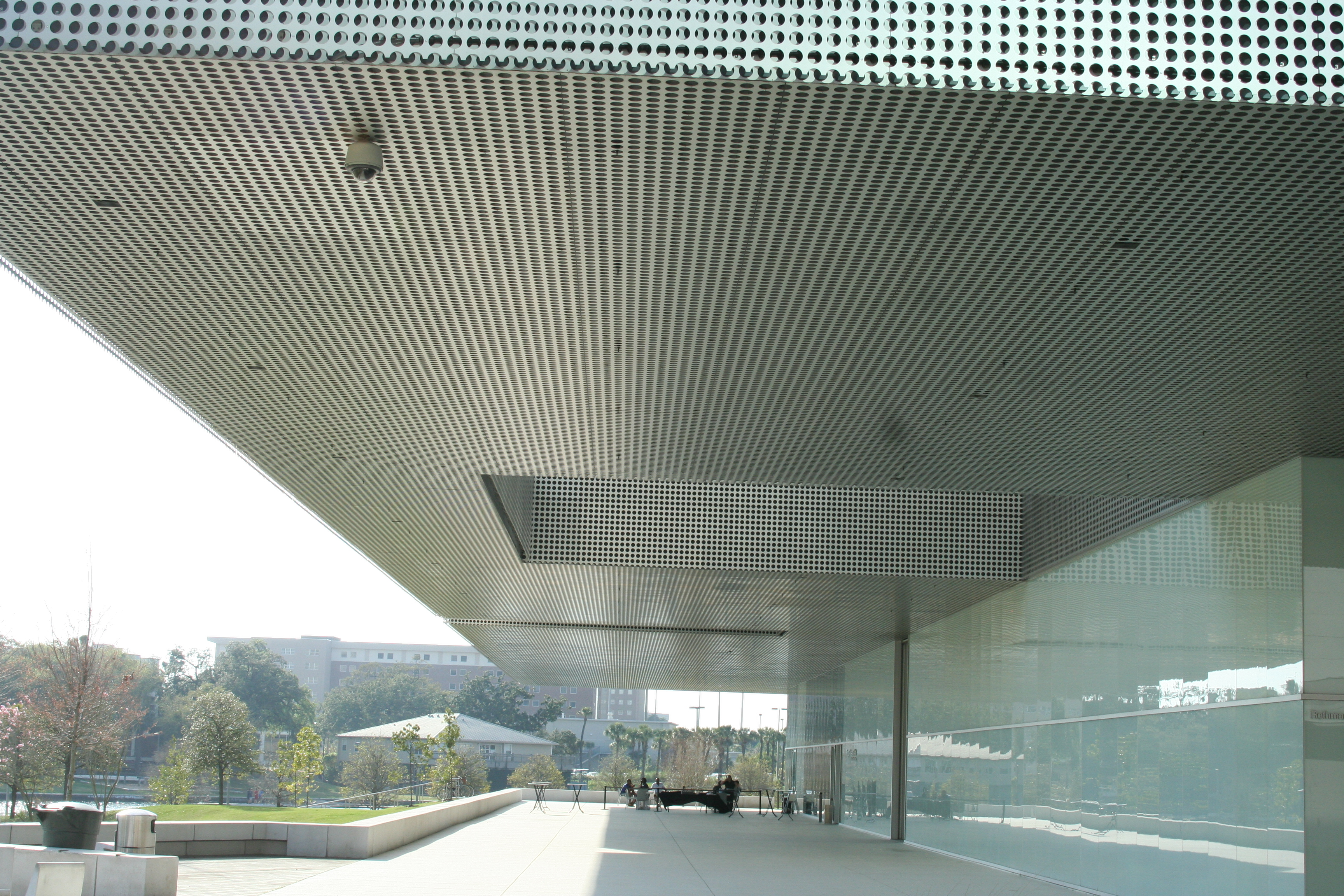
Eingang zum Tampa Museum of Art

Im Jahr 2000 begannen die Planungen für einen Neubau, um den gestiegenen Anforderungen gerecht zu werden. Im Jahr 2006 wurde der Architekt Stanley Saitowitz mit dem Entwurf eines Neubaus beauftragt. Die Bauarbeiten begannen 2008, während das Museum vorübergehend an einen anderen Standort umzog. Im Jahr 2009 wurde das Museum in eine unabhängige gemeinnützige Organisation umgewandelt. 2010 bezog das Tampa Museum of Art das neue, 6300 Quadratmeter große Gebäude im Curtis Hixon Waterfront Park. Das von Natoma Architects Inc. entworfene und von Skanska USA gebaute Gebäude zeichnet sich durch seine moderne Architektur mit einer perforierten Metallfassade aus, die tagsüber Licht einfängt und nachts in verschiedenen Farben leuchtet. Im Jahr 2023 wurde eine umfassende Renovierung abgeschlossen, die sieben neue Galerieräume, ein neu gestaltetes Foyer und das 743 Quadratmeter große Vinik Family Education Center umfasst.

## Sammlung
Das Tampa Museum of Art beherbergt eine bedeutende Sammlung griechischer und römischer Antiken, eine der größten im Südosten der USA. Die Sammlung umfasst auch moderne und zeitgenössische Kunst, darunter Werke der Malerei, Bildhauerei, Fotografie und der neuen Medien. Die ständige Sammlung des Tampa Museum of Art kann über eine Online-Datenbank recherchiert werden. 

### Antike
Ein Schwerpunkt der Sammlung liegt auf antiken griechischen und römischen Artefakten. 1986 erwarb das Museum die Joseph Veach Noble Collection mit über 150 Objekten, darunter zahlreiche schwarz- und rotfigurige Vasen aus Griechenland und Süditalien. Herausragende Stücke sind eine lebensgroße Marmorstatue der Aphrodite und eine fast lebensgroße Statue des Poseidon/Neptun.

### Moderne und Zeitgenössische Kunst
Die Sammlung moderner und zeitgenössischer Kunst des Museums umfasst Gemälde, Fotografien, Arbeiten auf Papier und Skulpturen von Künstlern wie Alexander Calder, Andy Warhol, James Rosenquist, Robert Rauschenberg, Cindy Sherman und Purvis Young. Die Skulpturensammlung umfasst Werke von Dale Chihuly, Jaume Plensa, Patricia Cronin, Carl Paul Jennewein, Hiram Powers, Jacques Lipchitz, Richard Stankiewicz, Harry Bertoia und Erik Levine. 

### Lateinamerikanische Kunst
Die Sammlung lateinamerikanischer Kunst wurde durch Schenkungen bedeutender Werke erweitert, darunter eine Skulptur von Fernando Botero mit dem Titel Mujer Vestid, die 2022 von Jorge M. Pérez gestiftet wurde, sowie Werke von Josignacio und AGalban (Edel Alvarez Galban), die 2024 von Antonio Permuy gestiftet wurden.